# Новосвітлівський
Новосві́тлівський — лінійна вантажно-пасажирська залізнична станція Луганської дирекції Донецької залізниці.
Розташована в смт Новосвітлівка, Сорокинський район, Луганській області на лінії Кіндрашівська-Нова — Довжанська між станціями Кіндрашівська-Нова (22 км) та Сімейкине-Нове (24 км).
Через військову агресію Росії на сході Україні транспортне сполучення припинене. Лінія не діюча з 2007 року. Лінію в майбутньому передбачено демонтувати.